# (3983) Sakiko
(3983) Sakiko es un asteroide perteneciente al cinturón de asteroides, descubierto el 20 de septiembre de 1984 por Antonín Mrkos desde el Observatorio Kleť, České Budějovice, República Checa.

## Designación y nombre
Designado provisionalmente como 1984 SX. Fue nombrado Sakiko en honor a "Sakiko Nakano", hermana del astrónomo japonés Syuichi Nakano.